# Alvinellidae
Famille
Les Alvinellidae sont une famille de vers annélides polychètes sédentaires de l'ordre des Terebellida. Les annélides sont des animaux protostomiens métamérisés vermiformes.
Ces vers sont endémiques des cheminées hydrothermales.

## Liste des genres
Selon World Register of Marine Species (22 février 2016) :
- genre Alvinella Desbruyères & Laubier, 1980 -- 2 espèces
- genre Paralvinella Desbruyères & Laubier, 1982 -- 9 espèces

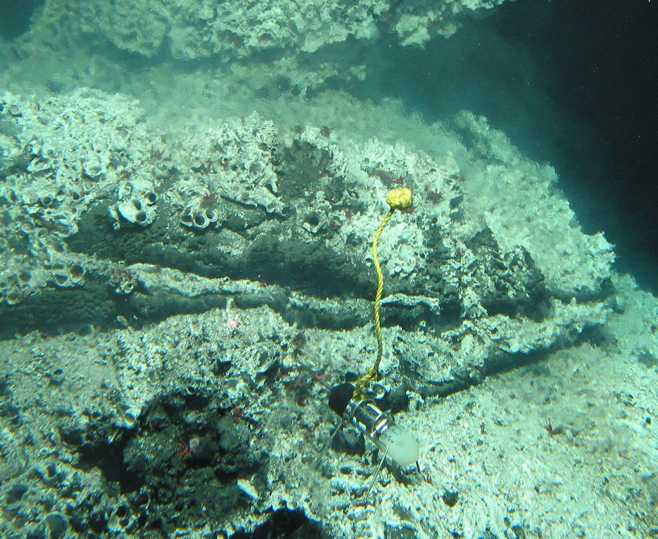
Tubes d'Alvinella pompejana
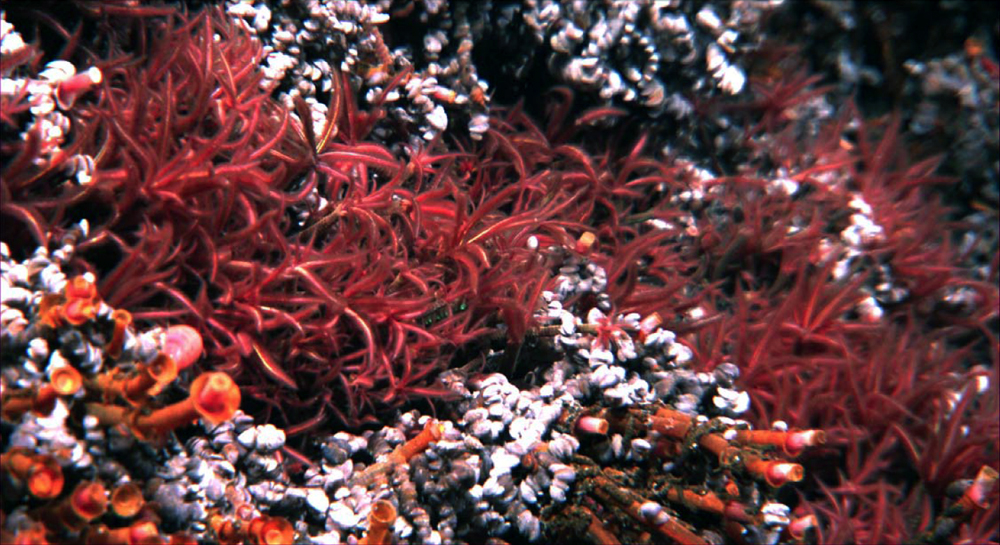
Paralvinella sulfincola

## Publication originale
- (en) Desbruyères & Laubier, 1986 : Les Alvinellidae, une famille nouvelle d'annélides polychètes inféodées aux sources hydrothermales sous-marines : systématique, biologie et écologie. Revue canadienne de zoologie, vol. 64, n. 10, pp. 2227-2245 (introduction).